# Финноо (станция метро)
Финноо (фин. Finnoo) или по-шведски Финно (швед. Finno) — одна из пяти станций Хельсинкского метрополитена, открытая 3 декабря 2022 года. Располагается в одноимённом районе между станциями Матинкюля до которой 1,6 км и Каитаа до которой 1,3 км.